# Італмас (село)
Італма́с (рос. Италмас) — село (колишнє селище) в Зав'яловському районі Удмуртії, Росія.
Знаходиться на автошляху Іжевськ-Воткінськ, у місці перетину із залізницею Вожой-Молодіжний, на північний схід від села Якшур.

## Населення
Населення — 2547 осіб (2010; 2382 в 2002).
Національний склад станом на 2002 рік:
- росіяни — 51 %
- удмурти — 44 %

## Історія
Селище виникло в 1986 році при утворенні радгоспу «Східний». В 1987 році воно стає центром Італмасовської сільської ради, яка з 2005 року реорганізовується в сільське поселення. У 2004 році постановою Державної ради Удмуртії селище було перетворене у село.

## Економіка
Головним підприємством села є ВАТ «Східний», яке було реорганізоване з колишнього радгоспу.
Із закладів соціальної сфери в селі діють школа-інтернат, середня школа, культурний комплекс, дитячий садок та клуб.
В селі знаходиться будинок-музей відомої лижниці, багаторазової чемпіонки світу та Олімпійських ігор Кулакової Галини Олексіївни.

## Урбаноніми[7]
- вулиці — Джерельна, Молодіжна, Ювілейна